# 霞城 (信濃国)
霞城（かすみじょう、かじょう）は、長野県長野市にあった日本の城。別名大室城。

## 概要
1100年代中盤ごろに小笠原長清の末裔、大室時光が築城したと伝えられる。その後は現在の長野市松代町大室付近に勢力を持った大室氏の居城として代々受け継がれた。敵が攻めてくると、霞がかかって城を隠したという伝説からこの名がある。
大室氏は、信濃村上氏に従っていたが、村上義清没落後は武田信玄に従った。武田氏滅亡後は、織田信長の家臣・森長可に仕えた。しかし森長可は本能寺の変で後ろ盾を失って撤退したため、その空白域に侵攻した上杉景勝に大室氏は従う。その後、豊臣秀吉の命による上杉氏の会津移封に従って、大室氏も会津に移ったため廃城となった。
現在は、主郭部付近に平石小口積みの石垣が残り、保存状態も良好。この付近でこのように堅固な石塁が残る山城は他に鞍骨城、鷲尾城、雁田城と数えるほどで珍しい。また近くには大室古墳群があり、城域内にも十数基の古墳が残っている。